# Campeonato Capixaba de Futebol de 2025 - Série B
A Série B do Campeonato Capixaba de Futebol de 2025, organizada pela FES, é a competição estadual de futebol realizada no Espírito Santo, equivalente a segunda divisão. Com início em 09 de agosto, o torneio reune 8 equipes.

## Regulamento
Na primeira fase, todos os oito clubes se enfrentam em turno único e os quatro melhores avançam às semifinais. As duas equipes que passarem pelas semifinais já garantem o acesso para a Série A de 2026. Tanto as semifinais quanto as finais serão disputadas em jogos de ida e volta, mas o regulamento permitirá que a final seja em jogo único, caso os times envolvidos entrem em acordo.

## Participantes
| Clube                                    | Cidade                  | Temporada 2024 | Estádio                            | Capacidade | Títulos (último) |
| ---------------------------------------- | ----------------------- | -------------- | ---------------------------------- | ---------- | ---------------- |
| Sport Clube Brasil Capixaba Ltda         | Serra                   | 7º             | Estádio Robertão                   | 2 000      | 1 (2014)         |
| Estrela do Norte Futebol Clube           | Cachoeiro de Itapemirim | 10º (Série A)  | Estádio Mário Monteiro             | 6 000      | 2 (1996 e 1999)  |
| Forte Rio Bananal                        | Rio Bananal             | Não disputou   | Estádio Emílio Nemer               | 2 000      | 0 (não possui)   |
| Gálatas Esporte Clube                    | Barra de São Francisco  | Não disputou   | Estádio Joaquim Alves de Souza     | 2 000      | 1 (2015)         |
| Grêmio Esportivo Laranjeiras             | Serra                   | 9º             | Estádio Gil Bernardes              | 1 000      | 0 (não possui)   |
| Linhares Futebol Clube                   | Linhares                | 5º             | Estádio do Sernamby                | 4 500      | 0 (não possui)   |
| Pinheiros Futebol Clube                  | Pinheiros               | 3º             | Estádio João Soares de Moura Filho | 1 500      | 0 (não possui)   |
| Sociedade Desportiva Serra Futebol Clube | Serra                   | 9º (Série A)   | Estádio Robertão                   | 2 000      | 2 (1997 e 2017)  |

## Primeira fase
| Pos | Equipe             | Pts | J | V | E | D | GP | GC | SG | Classificação ou descenso     |     | SER | LIN | FOR | EST | PIN | GEL | SPO | GAL |
| --- | ------------------ | --- | - | - | - | - | -- | -- | -- | ----------------------------- | --- | --- | --- | --- | --- | --- | --- | --- | --- |
| 1   | Serra              | 6   | 2 | 2 | 0 | 0 | 9  | 0  | +9 | Classificado para a semifinal |     | —   | R−6 | −   | R−4 | 4–0 | −   | 5–0 | −   |
| 2   | Linhares           | 6   | 2 | 2 | 0 | 0 | 6  | 0  | +6 | Classificado para a semifinal |     | −   | —   | R−7 | −   | −   | 5–0 | R−5 | −   |
| 3   | Forte Rio Bananal  | 4   | 2 | 1 | 1 | 0 | 3  | 2  | +1 | Classificado para a semifinal |     | R−3 | −   | —   | −   | R−4 | R−6 | −   | 2–1 |
| 4   | Estrela do Norte   | 3   | 2 | 1 | 0 | 1 | 2  | 2  | 0  | Classificado para a semifinal |     | −   | 0–1 | R−5 | —   | R−6 | −   | R−3 | −   |
| 5   | Pinheiros-ES       | 1   | 2 | 0 | 1 | 1 | 1  | 5  | −4 |                               |     | −   | R−3 | −   | −   | —   | 1–1 | R−7 | R−5 |
| 6   | Grêmio Laranjeiras | 1   | 2 | 0 | 1 | 1 | 1  | 6  | −5 |                               | R−5 | −   | −   | R−7 | −   | —   | −   | R−3 |     |
| 7   | Sport-ES           | 1   | 2 | 0 | 1 | 1 | 1  | 6  | −5 |                               | −   | −   | 1–1 | −   | −   | R−4 | —   | R−6 |     |
| 8   | Gálatas            | 0   | 2 | 0 | 0 | 2 | 2  | 4  | −2 |                               | R−7 | R−4 | −   | 1–2 | −   | −   | −   | —   |     |